# Little Rock, Iowa
Little Rock är en ort i Lyon County i Iowa. Vid 2020 års folkräkning hade Little Rock 439 invånare.